# 五洲製藥
五洲製藥股份有限公司（英語：UC Pharma Co., Ltd.，簡稱：五洲製藥），是一家臺灣的醫藥用品製造商。該企業以生產「敏肝寧」、「斯斯」、「益可膚」、「足爽」等廣告成藥知名，其主要業務為生產OTC（醫師藥師指示用藥）及處方用藥。

## 沿革概略
- 1956年，五洲製藥創立並設置工廠於臺北市；成立初期只生產傳統漢方藥品。
- 1965年，增加生產西藥製劑。
- 1986年，吳先旺接任董事長，並於桃園縣新屋鄉新建廠房。
- 1988年，經行政院衛生署核定成為GMP藥廠。
- 1998年，為促使GMP升級，積極規劃cGMP（藥品優良製造標準），擴建cGMP大樓，並更新設備、訓練員工，以實行cGMP制度。
- 2001年6月，經行政院衛生署核定為cGMP優良藥廠。
- 2012年8月，通過行政院衛生署為提升臺灣GMP藥廠製藥品質所推動之「國際醫藥品稽查協約組織」（PIC/S）GMP認證制度，成為PIC/S GMP藥廠。

## 關係企業
- 五洲生物科技廠股份有限公司：簡稱五洲生物科技廠，主要營業項目為保健食品（如「阿鈣」）之生產及銷售，亦有研發血糖測試晶片，並另為{ FRENTE株式會社|フレンテ }代工生產Pinky薄荷糖。
- 台灣粉紅股份有限公司（Taiwan Frente Company, Ltd.）：由五洲生物科技廠與FRENTE株式會社（日语：フレンテ (企業)）於2002年10月25日合資成立於臺北市中山區明水路389之1號，以生產休閒食品為主要業務[1]。

## 廣告代言
吳先旺曾在擔任該公司董事長時花費新臺幣一億元聘請豬哥亮以唱跳方式演出「斯斯」膠囊系列「感冒用斯斯、咳嗽用斯斯…」廣告曲；其內容因通俗且琅琅上口讓該產品開始熱銷。此後，該公司每年花費新臺幣二億元於宣傳其各類藥品，吳先旺更一度在春節期間買斷電視廣告時段向消費者拜年。

## 爭議事件
- 2015年食藥署廣告禁播事件[5]。

## 外部連結
- 五洲製藥股份有限公司（页面存档备份，存于）
- 五洲生醫UCBm - LINE 官方帳號
- 台灣公司資料
- 喉立爽粉絲團的Facebook專頁
- Pinky粉絲團的Facebook專頁
- 五洲生醫UCBm official的Instagram帳戶
- YouTube上的UCPharmCompany頻道
- YouTube上的UCpharma頻道
- YouTube上的五洲生醫頻道